# Famille Amelot
Cette page explique l’histoire ou répertorie les différents membres de la famille Amelot.
Pour les articles homonymes, voir Amelot.
La famille Amelot est originaire d'Orléans. Elle a eu parmi elle un grand nombre de magistrats et a exercé un grand nombre de charges. Elle a été alliée aux principales familles de la noblesse de robe mais aussi avec quelques grandes familles du royaume.

## Branche aînée
- Jacques Amelot, né en 1504, fils d'un échevin d'Orléans, vint à Paris sous le règne de François Ier où il exerça comme avocat au Parlement de Paris. Il a été célèbre, plaidant de nombreuses affaires. Devenu seigneur de Carnetin, il mourut le 7 mars 1579[2].  Son fils aîné et exécuteur testamentaire le fit inhumer en l'église Saint-Martin-des-Champs, avec pose de deux épitaphes[3],[4]. Il avait épousé Jeanne Vialart, sœur d'Antoine Vialart, archevêque de Bourges, et fille de Jean Vialart, avocat au parlement de Paris, puis président au parlement de Rouen et de Jeanne Poncet, sa seconde femme. Jacques Amelot et sa femme eurent au moins sept enfants  ...
  - Jean Amelot, qui suit ;
  - Claude Amelot, avocat au Parlement de Paris.
  - Charles Amelot, né en 1550, avocat au Parlement de Paris, correcteur en la Chambre des comptes de Paris, en 1579, puis maître ordinaire de la même chambre en 1585. Il est mort en août 1628, à 78 ans[5]. Il avait épousé en 1579 Marie Le Maître (fille de Jean Le Maître, avocat, puis président au parlement de Paris, et de Nicole Habert) qui mourra en janvier 1630, à 69 ans. Il en avait eu :
    - Charles Amelot, seigneur de Laumoïau, premier Maître d'hôtel de Sa Majesté, Grand Maître des Eaux et Forêts au département de Champagne, qui mourra en octobre 1653, apparemment sans postérité.

  - François Amelot, avocat, mort "malade de la peste" en 1585[Note 1].
  - Étienne Amelot, mineur, comme sa sœur Marie, lors de la succession de 1579.
  - Marie Amelot, née en 1562, mariée à Étienne Tonnelier, seigneur de Conty en 1579[Note 2]. Elle meurt peu après[6].
  - Jacques Amelot, prieur de Sainte-Opportune à Moussy-le-Neuf[7], prieur de Notre-Dame de Gournay-sur-Marne[Note 3], puis  prieur de Saint-Martin-des-Champs. Il fut assassiné par les huguenots, à Senlis, en 1592[8],[Note 4].
- Jean Amelot, seigneur de Carnetin, avocat au parlement de Paris. Il a été pourvu d'un office de Maître des Requêtes en janvier 1573 et il devint  Président aux Enquêtes en 1580, avant d'être anobli en 1581. En 1589, il fut victime de la Ligue, embastillé et exilé, mais il finit conseiller d'État et mourut en 1600. Il avait épousé Marie de Saint-Germain (fille de Jean de Saint-Germain, bourgeois de Paris et d'Agnès Hervieu) qui, veuve, se remariera en 1601 avec Michel de Marillac, futur garde des sceaux de France. Ils furent inhumés, avec épitaphe, dans la chapelle qu'ils avaient acquise en 1597, dans l'église Saint-Nicolas-des-Champs. Ils avaient eu plusieurs enfants, dont ...
  - Jacques Amelot, qui fonde la branche des seigneurs de Mauregard-Amelot, qui suit ;
  - Jean Amelot, qui fonde la branche des seigneurs de Gournay et de Neuvy, qui suit ;
  - Denis Amelot, qui fonde la branche des seigneurs de Chaillou, qui suit ;
  - une fille mariée à Jacques Prévôt, seigneur de Saint-Cyr, Maître des Requêtes de l'Hôtel ordinaire du roi.

## Branche des seigneurs de Mauregard-Amelot
- Jacques Amelot, seigneur de Carnetin, Mauregard-Amelot et du Mesnil, reçu conseiller au parlement de Paris, le 17 décembre 1597, président de la première chambre des Requêtes du Palais le 19 mars 1608. Il a été marié à Charlotte Girard, fille de Nicolas Girard, seigneur du Tillay en France, surintendant général des maisons et affaires du connétable de Montmorency, et auparavant conseiller du roi, trésorier des lignes suisses et de Lucrèce de Merle. Ils ont eu :
  - Jacques Amelot, qui suit ;
  - Marie Amelot, baptisée le 5 février 1609, mariée le 2 mars 1628 avec César d'Aumont, marquis de Clairvaux et de Nolay, vicomte de La Guerche, gouverneur de Touraine, et sénéchal de Châtellerault, restée veuve le 20 avril 1661, morte à Paris le 22 octobre 1675 ;
  - Charlotte, baptisée le 31 octobre 1610, morte en bas age ;
  - Autre Charlotte, baptisée le 17 mai 1612 ;
  - Élisabeth Amelot, baptisée le 29 juillet 1613 ;
  - Charles Amelot, baptisé le 10 août 1614 ;
  - Anne Amelot, baptisée le 4 septembre 1620, mariée le 8 mai 1638 avec Charles Maignart, seigneur de Bernières et autres lieux, conseiller et commissaire aux Requêtes du Palais, puis maître des Requêtes ordinaire de l'Hôtel du roi, ensuite conseiller d'État ordinaire. Elle est morte à Paris le 12 juillet 1653 ;
- Jacques Amelot, seigneur, marquis de Mauregard-Amelot, le Mesnil-Madame Rance, la Planchette, Carnetin, Beaulieu, Nanteuil-lès-Meaux, et autres lieux, baptisé le 23 juin 1602, reçu conseiller au parlement de Paris le 2 juillet 1627, maître des Requêtes ordinaire de l'Hôtel du roi le 8 janvier 1633, président du Grand Conseil et conseiller ordinaire du roi en tous ses conseils, premier président de sa Cour des Aides de Paris le 9 février 1643. Il a résigné cette dernière charge en faveur de son fils aîné le 29 février 1668. Il est mort à Paris le 11 avril 1668. Il a été marié le 29 avril 1632 avec Élisabeth du Près, fille de Barhélemy du Pré, trésorier-général de France à Moulins, et d'Élisabeth Martin. Elle est morte au couvent des Feuillantines le 22 novembre 1690. Ils ont eu :
  - Jacques-Charles Amelot, marquis de Mauregard, du Mesnil-Amelot, la Planchette et autres lieux, baptisé le 27 avril 1633, reçu au Grand conseil à 21 ans, puis pourvu, en survivance de son père de l'état et office de premier président de la Cour des Aides par lettres données à Compiègne le 25 août 1656, en l'exercice duquel il n'est entré que le 29 février 1668. Il fut abbé commendataire de Saint-Nicolas d'Hermières (archidiocèse de Paris), abbé commendataire de Notre-Dame des Alleus (archidiocèse de Poitiers) et prieur commendataire de Notre-Dame de la Daurade (archidiocèse de Toulouse). Il est mort le 6 janvier 1671 sans être marié ;
  - César Amelot, mort jeune ;
  - Charles Amelot, marquis de Combronde et de Mauregard-Amelot, baron de Salvert, seigneur du Menil, la Planchette, baptisé le 31 octobre 1644. En 1668, il était conseiller-aumônier du roi, abbé commendataire de l'abbaye d'Hermières (charge dans laquelle il succéda à son frère), dans le diocèse de Paris. Il a été reçu conseiller au parlement de Paris dans la troisième chambre des Enquêtes le 17 février 1673, puis président de cette chambre le 17 mars 1687. Il a renoncé à ses bénéfices et s'est marié par contrat du 27 octobre 1692 avec Antoinette de Brion, fille de Jean de Brion, marquis de Combronde, baron de Salvert, conseiller au parlement de Paris, et d'Anne-Marie de la Barde. Il est mort sans enfants dans son château de Salvert, en Auvergne, le 5 novembre 1726.

## Branche des seigneurs de Gournay et Neuvy
- Jean Amelot de Gournay, seigneur de Gournay et de Neuvy, reçu conseiller au parlement de Paris le 8 mai 1598, puis maître des Requêtes ordinaire de l'Hôtel du roi le 4 juin 1605, puis, en 1610, conseiller du roi en ses conseil d'État et privé, et président de son Grand conseil. Il est maître des Requêtes honoraire par lettres du 28 septembre 1626 et résigna alors sa charge. Il a été inhumé à l'église Saint-Nicolas-des-Champs, le 19 octobre 1644. Il a été marié avec Catherine de Creil, fille de Jean de Creil, seigneur de Gournay et de Neuvy-sur-Aronde, et d'Adrienne Gamin. Elle a été inhumée avec lui le 28 septembre 1647. Ils ont eu :
  - Charles, baptisé le 11 novembre 1613, mort en bas âge ;
  - Jean, baptisé le 20 octobre 1617, mort jeune ;
  - Charles Amelot de Gournay, qui suit ;
  - Michel Amelot de Gournay, baptisé le 18 août 1624, reçu conseiller au parlement de Paris le 17 janvier 1648, nommé abbé commendataire de l'abbaye du Gué-de-Launay, dans le diocèse du ans, en 1656, pourvu de celles de Saint-Calès et d'Evron dans le même diocèse. Il est nommé évêque de Lavaur le 5 janvier 1671 et donne alors sa démission de l'abbaye de Saint-Calès. Il est nommé archevêque de Tours le 14 janvier 1673. Il est mort le 17 février 1687.
  - Marie Amelot de Gournay, baptisée en février 1611, mariée en octobre 1627 avec Antoine de Nicolaï, seigneur de Goussainville et de Saint-Victor, premier président de la Chambre des comptes de Paris, restée veuve en mars 1656, morte à Paris en juin 1683[9].
  - Catherine, baptisée le 3 septembre 1612 ;
  - Anne, baptisée le 16 janvier 1616 ;
  - Marguerite Amelot de Gournay, baptisée le 23 janvier 1619, mariée à Guillaume Briçonnet, seigneur de Levesville, de Magnanville, d'Auteuil, de Quinquempoix, conseiller au parlement de Paris en 1635, maître des requêtes de l'Hôtel du roi en 1641, président au Grand Conseil, restée veuve le 3 février 1674, morte le 23 février 1684 ;
  - Élisabeth, baptisée le 2 juin 1623 ;
  - Thérèse baptisée le 5 octobre 1625.
  - Charles Amelot de Gournay, seigneur de Gournay, Neuvy et autres lieux, baptisé le 8 juin 1620, conseiller au parlement de Paris le 5 février 1638, maître des Requêtes ordinaire de l'Hôtel du roi le 6 mars 1645, puis président du Grand Conseil. Il obtient ses lettres d'honneur en qualité de maître des Requêtes en 1655. Il est mort à Paris le 12 février 1671. Il a été marié à Marie de Lyonne, fille de Jacques de Lyonne, Grand Audiencier de France, et de Marie de Grieu, morte le 24 juin 1702 (Marie était la sœur de Catherine de Lyonne, femme de François de Rohan-Montbazon). Ils ont eu :
    - Michel qui suit ;
    - Charles Amelot de Gournay, abbé et baron d'Evron[Note 5] sur la démission de son oncle, archevêque de Tours, et aussi conseiller et aumônier du roi. Il est mort à Paris le 10 mars 1694 ;
    - Jean-Jacques Amelot de Gournay, mort jeune ;
    - Catherine Amelot de Gournay, mariée le 28 octobre 1680 à Louis-Claude de Haussonville de Nettancourt, comte de Vaubecourt, dont elle resta veuve sans enfants en 1705. Elle est morte à Paris le 16 avril 1710.
    - Michel-Jean Amelot de Gournay (1655-1724), marquis de Gournay, baron de Brunelles, maître de requêtes ordinaire de l'Hôtel du roi en 1677, conseiller ordinaire du roi en ses conseils d'État et privé, et président au Bureau du conseil du commerce. Il a été rendu célèbre par les différentes ambassades qu'il a remplies avec talent. Il a été ambassadeur à Venise (1682-1685), puis ambassadeur au Portugal (1685-1688), ambassadeur auprès des Cantons suisses (1688-1698), ambassadeur extraordinaire du roi auprès de la Cour d'Espagne en 1705. Il a reçu ses lettres d'honneur en 1693. Il s'est marié en juin 1679 avec Catherine Le Pelletier de la Houssaye (1660-1703) (fille de Nicolas Le Pelletier de La Houssaye et de Catherine Le Picart de Périgny dont la sœur Claire-Eugénie Le Picart de Périgny épousa Henri d'Aguesseau et fut la mère du chancelier Henri-François d'Aguesseau ; sœur de Félix Le Pelletier de La Houssaye ; Claire-Eugénie et Catherine Le Picart étaient les filles de Jean-Baptiste Le Picart de Périgny et de Catherine Talon, fille de Jacques Talon († 1648 ; avocat général au Parlement), nièce d'Omer Talon et sœur de Marie-Suzanne Talon, la mère du chancelier Louis de Pontchartrain ; Catherine Talon était donc la tante et la grand-mère de deux chanceliers de France, Louis de Pontchartrain et Henri-François d'Aguesseau). Il meurt le 21 juin 1724. Ils ont eu :
      - Charles-Michel, qui suit ;
      - Ours-Victor Amelot de Gournay, seigneur de Brunelles, tué à 16 ans au cours d'une chasse, le 6 septembre 1707 ;
      - Une fille religieuse ;
      - Marie-Anne Ursule Amelot de Gournay née en 1692, mariée le 3 mars 1712 avec son cousin, du côté de sa mère, Henri-Charles de Saulx (1687-1761), comte de Tavannes, morte à Dijon, le 12 juin 1741 ;

    - Michel-Charles Amelot de Gournay, marquis de Gournay, né en 1679. Il a d'abord été conseiller au Châtelet de Paris. Il est reçu a Grand Conseil en 1703, maître des requêtes de l'Hôtel du roi, le 8 mai 1707, puis président à mortier au parlement de Paris, le 18 janvier 1712. Il meurt le 25 décembre 1730. Il s'était marié le 25 octobre 1708 avec Marguerite Pélagie Danican (1694-1742), fille de Noël Danican de Lespine (1656-1731), chevalier de l'ordre de Saint-Michel, maître ordinaire en la Chambre des comptes, seigneur du Plessis, Silly, Oisery, et de Marguerite Chantoyseau. Ils ont eu :
      - Michel-Marie-Noël Amelot de Varaize, comte de Varaize, seigneur de Saint-Julien-de-Lescap, né le 12 décembre 1713, mort en 1786. Il a été conseiller-clerc au parlement de Paris en 1736, maître des Requêtes ordinaire de l'Hôtel du roi en 1739, président du Grand Conseil en 1741. Il a reçu ses lettres d'honneur en 753. Il a été marié en 1752 avec Suzanne-Adelaïde de Belloy (décédée en 1793 à Saint-Jean-d'Angély) ;
      - Charles-Marie-Michel, né le 13 janvier 1715, mort le 19 ;
      -  Michelle-Catherine Amelot de Gournay, mariée le 27 décembre 1725 avec Joseph-Antoine Crozat (1699-1751), marquis de Tugny, lecteur du Cabinet du roi et maître des requêtes de l'Hôtel du roi, puis président de la quatrième chambre des enquêtes du parlement de Paris, fils d'Antoine Crozat (1655-1738), et de Marguerite Legendre, dame de Trémazan. Sans descendance.

## Branche des seigneurs de Chaillou
- Denis Amelot de Chaillou, seigneur de Chaillou, Bisseuil, Beaulieu et autres lieux. Il a d'abord été conseiller au Grand Conseil, puis reçu maître des Requêtes ordinaire de l'Hôtel du roi, le 13 novembre 1610. Il est envoyé intendant à Limoges en 1616 puis, en 1623, intendant en Saintonge, Aunis, Poitou et La Rochelle. Doyen des maîtres des Requêtes, il résigne sa charge en 1651. Il meurt le 7 février 1655. 
Il a été marié avec :
1- le 12 septembre 1604, avec Marguerite du Drac, fille d'Adrien du Drac[10] (1543-1595), seigneur de Mareuil, conseiller au parlement de Paris, et de Marie Le Prévost (morte en 1596), dame de Grandville ;
2- Louise de L'Hôpital, veuve d'Henri de Vaudétar, baron de Persan, fille de Louis de L'Hôpital, marquis de Vitry, chevalier des ordres du roi, capitaine de ses gardes du corps, et de Françoise de Brichanteau de Nangis ;
Il a eu de son premier mariage :
  - Jean-Baptiste Amelot de Bisseuil, qui suit ;
  - Jacques Amelot de Chaillou, qui suit ;
  - Marie Amelot de Chaillou, mariée à Charles de Béon de Luxembourg-Brienne (marquis de Bouteville, maréchal des camps et armées du roi, frère de Louise de Béon comtesse de Brienne), dont elle est veuve en 1671. Elle est morte à Paris le 5 janvier 1702,à 97 ans.
- Jean-Baptiste Amelot de Bisseuil, vicomte de Bisseuil, naît en 1612. Il est reçu conseiller au Grand Conseil le 22 novembre 1635, et maître de Requêtes ordinaire de l'Hôtel du roi le 21 février 1642. Il a reçu ses lettres d'honneur le 8 avril 1664.  De 1657 à 1660, il a fait reprendre par l'architecte Pierre Cottard la construction de l'hôtel Amelot de Bisseuil commencé par son père. Il est mort à Paris le 15 avril 1688 à 76 ans. Il s'est marié avec Charlotte Brûlart, veuve de Louis Frère, premier président du parlement du Dauphiné, et fille de Denis Brûlart, marquis de la Borde, baron de Sombernon et Lantenay, seigneur de Rouvres-sur-Aube, président au parlement de Dijon, et de Marie Massol. Elle est morte le 6 janvier 1688. Ils ont eu :
  - Denis-Nicolas-Anne, baptisé le 27 août 1655, mort à onze mois ;
  - Marguerite, née le 15 mai 1646 ;
  - Marie-Jacqueline Amelot de Bisseuil, née le 2 mars 1649, morte à deux ans ;
  - Jeanne Amelot de Bisseuil, baptisée le 8 août 1653, religieuse à l'abbaye Saint-Antoine-des-Champs, à Paris ;
  - Marguerite-Françoise Amelot de Bisseuil, mariée en mai 1676 avec Charles de Bourgoing, seigneur, marquis de Faulin, Coulanges-sur-Yonne, et dont elle est restée veuve le 14 juillet 1699 ;
  - Charlotte-Angélique Amelot de Bisseuil, mariée le 12 mai 1687 avec Jean-Baptiste du Deffend, marquis de la Lande, mort veuf en 1717, beau-père de madame du Deffand ;
- Jacques Amelot de Chailou, seigneur de Chaillou, reçu conseiller au Grand Conseil en décembre 1642, maître des Requêtes ordinaire de l'Hôtel du roi par résignation de son père, le 10 juillet 1651. Il est mort à Paris, conseiller d'État ordinaire et doyen des maîtres des Requêtes, le 19 décembre 1699, à 82 ans. Il avait épousé le 15 juin 1655 Marie-Valence Lescuyer, fille unique de Pierre Lescuyer, seigneur de Chaumontel, et de Louise Godefroi. Elle est morte le 26 septembre 1714. Il eut :
  - Denis Jean Michel, qui suit.
- Denis-Jean-Michel Amelot de Chaillou, seigneur de Chaillou, de Châtillon-sur-Indre et des Pruneaux. Il est né le 15 janvier 1666. Il a été reçu conseiller au parlement de Paris et commissaire aux requêtes du palais le 11 avril 1687, puis maître des Requêtes ordinaire de l'Hôtel du roi le 10 avril 1690. Il a été pourvu en mai 1708 d'une des six charges d'intendant du commerce, nouvellement créées et supprimée en décembre 1715. Il a fait construire l'hôtel Amelot-de-Chaillou, au 78 rue des Archives à Paris, par l'architecte Pierre Bullet. Il est mort en 1746. Il a été marié le 21 avril 1688 à Philberte de Barillon d'Amoncourt, fille de Jean-Paul de Barillon, seigneur d'Amoncourt de Branges, conseiller d'État ordinaire et ambassadeur extraordinaire en Angleterre, et de Marie-Madeleine Mangot. Ils ont eu :
  - Jean-Jacques, qui suit ;
  - Denis-Michel Amelot de Chaillou, qui suit ;
  - Valence, baptisée le 22 septembre 1690, morte le 14 mai 1694 ;
  - Marie-Philberte Amelot de Chaillou, née le 7 mars 1691, mariée en octobre 1715 à Henri-Hubert d'Étampes, marquis de Valençay ;
  - Marie-Bonne, née le 5 juin 1693.
- Jean-Jacques Amelot de Chaillou, marquis de Combronde, baron de Châtillon-sur-Indre, seigneur de Chaillou. Il est né le 30 avril 1689. Il fut commandeur des ordres du roi, ministre d'État en 1737, ministre des Affaires étrangères après Germain Louis Chauvelin, qui démissionne aussi de son poste de garde des sceaux de France, et le reste  jusqu'en avril 1744 et surintendant des Postes.
Il a été élu le 28 juillet 1727 au fauteuil 10 de l'Académie française, et reçu le 25 août 1727[11]. Il a été membre honoraire de l'Académie des Sciences.
Il est mort le 7 mai 1749. Il a été marié en mai 1716 avec :
1- Anne-Marie-Gertrude Pauline Bombarda, fille de Jean-Paul Bombarda et de Gertrude Glootz.
2- Il a épousé en secondes noces, le 26 février 1726, Anne de Vougny, fille de Jean-Marie de Vougny (1659-1729), secrétaire ordinaire du Conseil d'État, et de Marie-Anne Moufle de Champigny.
- Du premier mariage, il a eu :
  - Anne-Philiberte Amelot de Chaillou, (1721-1764), mariée à Jean-Baptiste de Fleuriau de Morville, marquis d'Armenonville ;
- Du second mariage sont nés : 
  - Antoine-Jean Amelot de Chaillou, qui suit ;
  - Marie-Philiberte Amelot de Chaillou, mariée en 1742 avec Armand de Caumont de La Force (1721-1744), marquis de Caumont
  - Marie-Louise Amelot de Chaillou, mariée en 1752 avec  Claude-Thomas-Sybille-Gaspard-Nicolas-Dorothée de Roncherolles, dit le chevalier de Pont-Saint-Pierre ;
- Antoine-Jean Amelot de Chaillou, marquis de Chaillou en 1782, baptisé le 20 novembre 1732, avocat du roi au Châtelet en 1751, maître des Requêtes ordinaire de l'Hôtel du roi en 1753, président du Grand Conseil en 1754, intendant de Bourgogne en 1764, conseiller d'État et intendant des finances en 1774, Secrétaire d'État de la Maison du Roi le 12 mai 1776. En 1781, il est grand-officier commandeur de l'ordre du Saint-Esprit. Membre honoraire de l'Académie des Sciences en 1777, vice-président en 1778 et président en 1779. Il est mort 20 avril 1795 à la prison du Luxembourg, à Paris. Il s'est marié le 21 février 1759 avec Marie Françoise Jeanne Legendre de Lormoy (1738-1809). Ils ont eu :
  - Antoine-Léon, qui suit ;
  - Justine Amelot de Chaillou, chanoinesse ;
  - Jeanne-Marie Amelot de Chaillou (1763-1817), mariée en 1780 avec Henri-François, marquis Thibault de La Carte de La Ferté-Sénectère
- Antoine-Léon Anne Amelot de Chaillou, marquis de Chaillou. Il est baptisé le 22 juillet 1760, à Paris. Il est conseiller au parlement de Paris, le 1er juillet 1778, maître des Requêtes ordinaire de l'Hôtel du roi en 1779, intendant de Bourgogne (30 novembre 1783-1790), receveur général des hospices de Rouen. Il est mort le 17 juillet 1824, à Rouen. Il a épousé :
1- le 27 janvier 1784, Marie-Madeleine Fontaine de Biré (morte en 1792), fille de Marie Sébastien Charles François Fontaine de Biré et de Philippine Louise Cardon (1731-1783),
2- le 2 mars 1794, Monique-Euphrasie Du Rollet dite «de La Sablonnière»).
Il a eu de ses mariages :
  - Antoine-Victor Amelot de Chaillou, né du premier mariage le 28 novembre 1784, à Dijon, chevalier, marquis de Chaillou. Il est mort le 14 janvier 1846 à Paris. Il s'est marié à Nogent-sur-Vernisson, le 27 août 1818, avec Céline Chagot de Fays (13 août 1797, fille d'Émilie Contat (1770-1846), reconnue par son mariage, le 11 novembre 1817, avec Marie-Bernard Chagot de Fays (1757-1817), membre du Conseil du contentieux au ministère des Finances-1881)[12]. Ils ont eu :
    - Antoine-Victor Amelot de Chaillou, né le 12 juillet 1819 à Dijon, mort le 25 avril 1881 à Paris. Il s'est marié le 5 avril 1842, à Paris, avec Marie Louise Mathilde Amé de Saint-Didier (1822-1899), dont il a :
      - Céline Amelot de Chaillou (1843-1890) ;
      - Jacques-Hippolyte-Victor Amelot de Chaillou (1844-1911), comte de Chaillou, marié le 23 avril 1866, au château de Châtel près de Feurs (Loire), avec Marie Marguerite Léonie Larderet, fille de Jean-Pierre Larderet, et d'Agarithe de Fontanès ;
      - Marguerite Amelot de Chaillou (1848-1883), mariée le 31 janvier 1872, avec Eugène de Béthune-Sully (1843-1908) ;
      - Catherine Amelot de Chaillou, mariée le 6 octobre 1881 au château du Petit-Fresnoy, avec Napoléon 3e duc de Tascher de la Pagerie (1856-1935) ;

    - Anne Amelot de Chaillou, née en 1823, morte en 1890 ;

  - Antoine Amelot de Chaillou, né du second mariage d'Antoine-Léon-Anne Amelot de Chaillou, à Paris, le 24 avril 1793. Il est mort à Beaugency, le 16 février 1861, sans alliance. Il a été élève de l'école de Saint-Cyr, entre 1811 et 1812, il a suivi une carrière militaire entre 1812 et 1842, date de sa retraite. Il a été fait chevalier de la Légion d'honneur en 1832, chevalier de l'ordre de Léopold de Belgique, en 1835. Il est directeur du dépôt de mendicité du Loiret ;
  - Léon-Victor Amelot de Chaillou, né le 30 mai 1794, qui suit.
- Léon-Victor Amelot de Chaillou comte de Chaillou, né à Paris le 11 prairial an II (30 mai 1794). Il est mort à Saint-Arnoult, le 19 juillet 1868. Il a été percepteur des finances. Il a été marié le 22 avril 1823, à Senlis, avec Agathe Virginie Trouillet de la Chaux de Mainville, née le 2 avril 1802, morte après 1868. Ils ont eu :
  - Léon-Édouard Amelot de Chaillou, vicomte de Chaillou, né le 7 octobre 1832, marié le 21-28 janvier 1866, à Paris, avec Marie-Rosalie-Alphonsine-Emmanuelle du Hallay-Coetquen, fille de Jean Georges-Charles-Frédéric-Emmanuel marquis du Hallay-Coetquen, et de Marie-Louise-Auguste-Valentine-Thérésia de Riquet de Caraman, princesse de Chimay. Diplomate entre 1864 et 1892.

## Branche des seigneurs de Châteauneuf-sur-Sarthe
- Denis-Michel Amelot de Chaillou, frère de Jean-Jacques, né le 20 mai 1696 à Paris, marquis de Châteauneuf-sur-Sarthe, de Juvardeil, marquis de Gué-Péan[13] et autres lieux[14]. Il a été capitaine au régiment de dragons de Nicolaï en 1738, colonel d’un régiment de son nom, chevalier de l’ordre royal et militaire de Saint-Louis. Il est mort dans son château de Châteauneuf-sur-Sarthe, le 8 mai 1773. Il a été marié en juillet 1738 avec Elisabeth de Cohon (morte en 1759), qui hérite de la baronnie de Châteauneuf à la mort de son père, e 1741, élevée en marquisat par Louis XV en 1750, dont il eut :
  - Denis-Jean Amelot, marquis de Châteauneuf. Il est né le 15 août 1739, à Angers. Il a été conseiller du roi en ses conseils et en la grand’chambre du parlement. Il est  mort célibataire à Paris, le 6 mars 1791 ; ;
  - Sébastien-Michel Amelot (1741-1829), vicaire général du diocèse d'Aix-en-Provence devient évêque de Vannes, sacré le 23 avril 1775. Il est accusé d'avoir prononcé des sermons contre les nouvelles lois lors d'un pèlerinage à Sainte-Anne-d'Auray, le 16 décembre 1790. Des paysans croyant qu'il est menacé se dirigent vers la ville et affrontent la garde nationale faisant 15 morts le 7 février 1791. Le lendemain il se cache mais réapparaît le 22 pour interdire à ses prêtres de prêter serment. Il est arrêté le 28 et conduit à Paris pour être jugé. Il émigre en octobre 1791. Ses biens sont saisis. Il meurt en 1829 sans avoir pu récupérer ses biens saisis ;
  - René-Michel Amelot, chevalier, marquis de Guépéan à la mort de son père, et de Châteauneuf à la mort de son frère, qui suit ;
- René-Michel Amelot du Gué-Péan, chevalier, marquis de Gué-Péan à la mort de son père, et de Châteauneuf à la mort de son frère. Il émigre après octobre 1791. Ses biens sont alors saisis. Il a fait alors plusieurs campagnes avec les princes et a été lieutenant-colonel. Il les retrouve en partie à son retour en France. Mais il vend ses biens dans la commune de Châteauneuf-sur-Sarthe en 1811. Il meurt le 20 août 1813. Il a été marié par contrat du 10 décembre 1787, signé du roi et de la famille royale, à Marie Marguerite Émilie de Luker. Ils ont eu :
  - Denis-Edmond-René-Xavier Amelot, chevalier, marquis de Gué-Péan, unique héritier de son père, il vend en 1812 les derniers biens de la famille à Châteauneuf-sur-Sarthe, des indemnités lui sont reconnues pour ses biens saisis par la commission d'indemnité, en 1828. Il est mort le 15 juin 1832 à Beaupréau. Le château du Gué-Péan est vendu par ses héritiers à la famille de Cassin.

## Armoiries
| Figure | Armes de la famille Amelot |
|        | Famille Amelot du Chaillou d'azur à trois cœurs d'or surmontés d'un soleil du même, TimbreCasque couronné ; TenantsDeux anges vêtus de dalmatiques. Devise« Est illis igneus ardor » (« leur ardeur est de feu ») |